# 아몬 (악마)

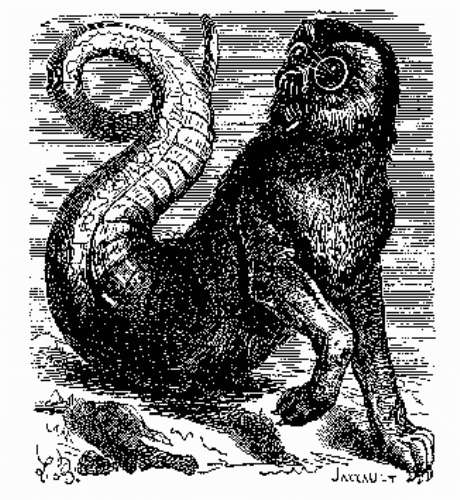
코란 드 프란시 저 「지옥의 사전」의 삽화에서의 아몬의 모습

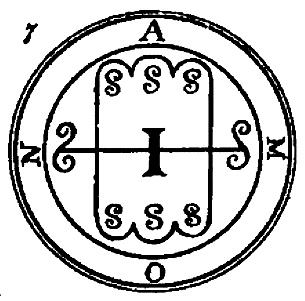
「고에티아」에 기재된 아몬의 시질

아몬(Amon, Aamon)은 유럽의 전승 혹은 악마학에 등장하는 악마의 1체이다. 악마나 정령에 관해서 기술한 문헌이나, 마술에 관해서 적은 그리모워르라 총칭되는 서적 등에 그 이름을 볼 수 있다.
네덜란드 출신의 의사·문필가인 요한 바이야가 적은 「악마의 가짜 왕국」, 영국의 문필가·정치가 레지날도 스콧이 적은 「요술의 개시」, 및 영국에서 발견된 그리모워르 「고에티아」에 의하면, 40개 군단의 악마를 부하에게 두는 서열 7번의 커다란 후작이라고 된다.
또, 18세기 무렵에 유통하고 있던 그리모워르 「대오의서」에 의하면 사타나키아라는 악마의 부하에게 있다고 한다.
악마의 군주 중에서 가장 강인하다고 한다. 입가로부터 불길을 토해내 뱀의 꼬리를 가지는 늑대의 모습으로 나타나지만, 마술사가 인간의 모습을 취하는 것을 명하면, 입가로부터 개의 송곳니를 들여다 보게 한 큰까마귀 또는 해오라기의 머리를 가지는 남성의 모습을 뽑는다고 한다. 코란 드 프란시의 「지옥의 사전」의 삽화에서는 후크로우의 머리와 늑대의 몸통과 앞발, 뱀의 꼬리를 가지는 모습이 그려져 있다.
자신을 소환한 사람에게 과거와 미래의 지식을 가르쳐 사람끼리의 불화를 부르거나 반대로 화해시키거나 할 수 있다고 한다.
새의 머리 부분을 가지는 모습과 이름의 유사성으로부터, 후렛드 게팅즈는 아몬을 이집트 신화에 등장하는 신 아문이 악마로서 해석된 존재는 아닐까 추론하고 있다. 코란 드 프란시도 「지옥의 사전」에서, 암과 동일시 하고 있다.
칠죄종의 하나 「탐욕」을 맡는 악마 맘몬이나 「고에티아」나 「호노리우스의 책」 등에 등장하는 사방의 왕의 한 명 아마이몬과 동일시 되기도 한다. 그러나, 이집트 기원이라고 생각할 수 있는 아몬에 대해, 마몬은 시리아어로 「부」를 의미하는 단어이며, 또, 아마이몬의 이름은 그리스어의 「열망한다」를 의미하는 단어에 유래한다고 여겨지고 있다.

## 참고 문헌
- 후렛드 게팅즈 저대롱계유 역 「악마의 사전」오즈치사 1992년 ISBN 4-7917-5185-X
- 코란 드 프란시 저토코나베 츠요시언 역 「지옥의 사전」코단샤 1990년 ISBN 4-06-201297-9
- Mathers, S.L. MacGregor and Crowley, Aleister, The Lesser Key of Solomon (1904), The Internet Sacred Text Archive내의 문서(영문)
- Waite, A.E., The Book of Ceremonial Magic(1913), The Internet Sacred Text Archive내의 문서(영문)
- Weyer, Johann, Pseudomonarchia Daemonum , Twilit Grotto: Archives of Western Esoterica내의 문서(죠제프 H 피터슨 편집·해제·주석, 라틴어 원문, 레지날도 스콧의 영역)
- The Book of the Sacred Magic of Abramelin the Mage, The Internet Sacred Text Archive내의 문서(히데후미, 맥레거 메이자스의 영역판(1900년))
- Goetia , Twilit Grotto: Archives of Western Esoterica내의 문서(죠제프・H・피터슨 편집, 영문)